# 5월 13일
5월 13일은 그레고리력으로 133번째(윤년일 경우 134번째) 날에 해당한다.

## 사건
- 1779년 - 테셴 조약이 맺어져 바이에른 왕위 계승 전쟁이 종결되다.
- 1830년 - 에콰도르가 그란콜롬비아로부터의 분리 독립을 선언하다.
- 1913년 - 한국의 독립운동: 안창호·송종우 등이 미국 샌프란시스코에서 흥사단을 조직하다.
- 1923년 - 일제강점기 경상남도 진주에서 강상호 등이 백정 해방 목적으로 형평사 연맹 총본부 조직하다.
- 1940년 - 영국 런던에서 네덜란드 왕국 망명 정부가 수립되다.
- 1981년 - 바티칸 시국 성 베드로 광장에서 튀르키예인 과격파 청년 메흐메트 알리 아자가 교황 요한 바오로 2세를 총으로 쏴 심한 상처를 입히다.
- 1996년 - 방글라데시, 강력한 뇌우에서 생겨난 토네이도로 6백 명이 사망하다.
- 1998년 - 인도네시아 자카르타에서 인종 폭동이 발생, 중국계 인도네시아인이 소유한 상점에서 약탈과 강간이 자행되다.
- 2014년 -
  - 소마 탄광 폭발 사고: 튀르키예 서부 마니사주 소마의 탄광에서 폭발음이 일어나 301명이 사망하고 122명이 부상당하였다.
  - 조선민주주의인민공화국 평양특별시 평천구역 안산 1동에서 23층짜리 아파트가 붕괴되어서 수백 명의 사망자가 발생하였다.
- 2015년 - 대한민국 서울 내곡동 예비군 훈련장 총기 난사 사건이 발생하여 3명이 사망하고 2명이 부상당하였다.

## 문화
- 1940년 - 영국, 윈스턴 처칠이 총리로 취임 후 3일 만에 의회에서 첫 연설을 하였다.
- 2001년 - 대한민국, 수원월드컵경기장이 개장하였다.
- 2017년 - 대한민국, 천주교 전주교구 제8대 교구장 김선태 주교의 서품 및 착좌 미사가 거행되었다.
- 2025년 - 최정이 KBO 리그 사상 최초로 통산 500홈런을 달성했다.

## 탄생
- 1398년 - 왕조의 중신 우겸. (~1457년)
- 1655년 - 제244대 로마의 교황 교황 인노첸시오 13세. (~1724년)
- 1717년 - 신성 로마의 황후 마리아 테레지아. (~1780년)
- 1742년 - 오스트리아의 여대공 테센 여공작 마리아 크리스티나. (~1798년)
- 1792년 - 제255대 로마의 교황 교황 비오 9세. (~1878년)
- 1840년 - 프랑스의 소설가 알퐁스 도데. (~1897년)
- 1882년 - 프랑스의 미술가, 화가 조르주 브라크. (~1963년)
- 1888년 - 덴마크의 지진학자 잉에 레만. (~1993년)
- 1896년 - 대한민국의 독립운동가 오광선. (~1967년)
- 1906년 - 대한민국의 정치인, 소설가 유진오. (~1987년)
- 1914년 - 미국의 컨트리 음악 싱어송라이터 겸 기타 연주자 조니 라이트. (~2011년)
- 1915년 - 일본의 내각총리 요시다 시게루의 딸, 아소 다로의 어머니 아소 가즈코. (~1996년)
- 1924년 - 이탈리아의 정치학자 조반니 사르토리. (~2017년)
- 1927년 - 대한민국의 기업인 강신호. (~2023년)
- 1937년 - 미국의 환상소설가·과학소설가 로저 젤라즈니. (~1995년)
- 1939년 - 미국의 배우 하비 카이텔.
- 1941년 - 대한민국의 배우 김성겸.
- 1944년
  - 대한민국의 배우 손숙.
  - 대한민국의 음악가 김홍탁. (~2024년)
- 1945년 - 대한민국의 가수 조영남.
- 1946년 - 영국의 배우 팀 피곳 스미스. (~2017년)
- 1947년 - 대한민국의 배우 김희라.
- 1950년
  - 대한민국의 성우 엄주환. (~2005년)
  - 미국의 싱어송라이터 스티비 원더.
- 1951년 - 중국의 종교인, 파룬궁 창시자 리훙즈.
- 1952년 - 프랑스의 전직 축구 선수 장폴 베르트랑드만.
- 1956년 - 미국의 성우 커크 손턴.
- 1957년 - 홍콩의 정치인 캐리 람.
- 1961년 - 미국의 전 농구 선수 데니스 로드먼.
- 1962년 - 대한민국의 가수 이광필.
- 1964년
  - 미국의 희극인 겸 방송인 스티븐 콜베어.
  - 미국의 보디빌더 선수 로니 콜먼.
  - 대한민국의 배우 배종옥.
- 1965년 - 대한민국의 미술가 제이영.
- 1967년 - 대한민국의 배우 오대규.
- 1968년 - 오스트레일리아의 정치인 스콧 모리슨.
- 1969년 - 대한민국의 아나운서 김홍성.
- 1972년 - 대한민국의 기자, 앵커 박성호.
- 1974년 - 대한민국의 야구 선수 최영필.
- 1975년
  - 대한민국의 성우 여민정.
  - 미국의 정치인 마이클 클라우드.
- 1977년
  - 대한민국의 래퍼 라이머.
  - 대한민국의 성우 신종훈.
  - 대한민국의 변호사, 변리사, 사회복지사, 정사서 홍남희.
  - 미국의 전 야구 선수 크리스 옥스프링.
  - 미국의 래퍼 푸샤 T.
  - 잉글랜드의 배우, 감독 서맨사 모턴.
- 1978년
  - 일본의 성우 마지마 준지.
  - 미국의 전 프로 야구 선수 라이언 부크비치.
  - 미국의 농구 선수 마이크 비비.
- 1979년 - 미국의 음악가 미키 매든. (마룬 5)
- 1980년
  - 대한민국의 가수 우연석 (클릭비).
  - 대한민국의 가수 이재경 (넬).
  - 일본의 배우, 스타일리스트 노나미 마호.
- 1981년
  - 대한민국의 방송인, 전 아나운서 이지애.
  - 대한민국의 축구 선수 김동규.
- 1982년
  - 대한민국의 가수 이탁.
  - 일본의 언론인, 아나운서 타도코로 다쿠야.
- 1983년
  - 코트디부아르의 축구 선수 야야 투레.
  - 대한민국의 트로트 가수 영탁.
  - 대한민국의 작곡가 멜로우 키친.
- 1985년
  - 슬로바키아의 아이스하키 선수 야로슬라우 할라크.
  - 웨일스의 배우 이완 리언 .
- 1986년
  - 대한민국의 골프 선수 지은희.
  - 영국의 영화배우 로버트 패틴슨.
  - 미국의 배우 리나 더넘.
- 1987년
  - 대한민국의 야구 선수 신정락.
  - 대한민국의 양궁 선수 장혜진.
  - 미국의 배우, 싱어송라이터 캔디스 아콜라.
- 1988년 - 대한민국의 가수 신다정.
- 1990년 - 대한민국의 가수 멜라니.
- 1991년
  - 대한민국의 배우 이재응.
  - 프랑스의 축구 선수 프랑시스 코클랭.
  - 아일랜드의 축구 선수 조 메이슨.
- 1992년
  - 대한민국의 야구 선수 강로한.
  - 대한민국의 희극인 이창윤.
  - 대한민국의 축구 선수 조민우.
- 1993년
  - 대한민국의 가수, 배우 방민아 (걸스데이).
  - 미국의 배우 데비 라이언.
  - 미국의 컨트리 음악 가수 모건 월렌.
  - 벨기에의 축구 선수 로멜루 루카쿠.
- 1994년
  - 대한민국의 레이싱 모델 김지희.
  - 대한민국의 축구 선수 김명준.
  - 일본의 야구 선수 다무라 다쓰히로.
  - 오스트레일리아의 수영 선수 캐머런 매커보이.
- 1995년 - 대한민국의 배우 한다솔.
- 1997년
  - 대한민국의 배우 김성현.
  - 대한민국의 배우 박정연.
- 1998년
  - 대한민국의 리그 오브 레전드 프로게이머 템트.
  - 대한민국의 가수 해영.
  - 프랑스의 축구 선수 루카 지단.
  - 대한민국의 농구 선수 박지원.
  - 일본의 아이돌 이와타 카렌. (AKB48)
- 1999년
  - 이스라엘의 리듬체조 선수 리노이 아슈람.
  - 우즈베키스탄의 복싱 선수 라지즈베크 물로조노프.
- 2000년 - 대한민국의 가수 하늘.
- 2002년 - 대한민국의 바둑 기사 이우람.
- 2003년
  - 대한민국의 축구 선수 문현호.
  - 대한민국의 근대3종 선수 성승민.
  - 스페인의 축구 선수 하비 게라.
- 2004년 - 미국의 배우 겸 성우 에이바 에이커스.

## 사망
- 1573년 - 일본 센고쿠 시대의 장수, 다이묘 다케다 신겐. (1521년~)
- 1903년 - 필리핀의 독립운동가 겸 초대 총리 아폴리나리오 마비니. (1864년~)
- 1915년 - 러시아의 정치인 세르게이 비테. (1849년~)
- 1930년 - 노르웨이의 탐험가, 과학자, 외교관, 프리티오프 난센. (1861년~)
- 1945년 - 대한민국의 독립운동가 한성수. (1920년~)
- 1961년 - 미국의 배우 게리 쿠퍼. (1901년~)
- 1975년 - 프랑스의 물리학자 마르게리트 페레. (1909년~)
- 1984년 - 폴란드의 수학자 스타니스와프 울람. (1909년~)
- 2002년 - 우크라이나의 축구 선수, 축구 감독 발레리 로바노우스키. (1939년~)
- 2006년 - 대한민국의 배우 김동원. (1916년~)
- 2012년 - 대한민국의 법조인 태윤기. (1918년~)
- 2018년 - 미국의 배우 마곳 키더. (1948년~)
- 2019년
  - 대한민국의 패션 디자이너 김영세. (1955년~)
  - 미국의 가수 도리스 데이. (1922년~)
- 2020년 - 일본의 스모 선수 쇼부시 간지. (1991년~)
- 2021년
  - 대한민국의 가수 제이 윤. (1982년~)
  - 인도의 기업인 인두 자인. (1936년~)
- 2022년
  - 덴마크의 물리학자 벤 로위 모텔손. (1926년~)
  - 아랍에미리트의 제2대 대통령 할리파 빈 자이드 나하얀. (1948년~)
  - 일본의 바이올린연주자 고지마 히데오. (1941년~)
  - 일본의 법조인 구마자키 가쓰히코. (1942년~)
  - 조선민주주의인민공화국의 정치인 양형섭. (1925년~)
- 2024년
  - 대한민국의 수학강사 삽자루. (1964년~)
  - 캐나다의 소설가 앨리스 먼로. (1931년~)
- 2025년
  - 영국의 구약학자 고든 웬함. (1943년~)
  - 미국의 야구인 리치 롤린스. (1938년~)
  - 미국의 제46대 대통령 호세 무히카. (1935년~)
  - 대한민국의 정치인 박윤배. (1952년~)

## 기념일
- 부처님 오신 날 - 2027년, 2046년, 2092년
- 로투마 데이(영어판): 로투마섬

## 같이 보기
- 전날: 5월 12일 다음날: 5월 14일 - 전달: 4월 13일 다음달: 6월 13일
- 음력: 5월 13일
- 모두 보기